# Verbena moctezumae
Verbena moctezumae — вид рослин родини Вербенові (Verbenaceae), ендемік Мексики.

## Опис
Рослина трав'яниста однорічна з тонкого, нерозгалуженого головного кореня. Стебла 1(4) від основи, від прямостійних до висхідного-прямостійних, 12–21 см, сильно 4-кутові, від по суті голих або рідко жорстко притиснуто волосистих до більш укритих короткими жорсткими притиснутими волосками, не залозисті. Листки в основному прикореневі та проксимальні стеблові, від ланцетних більш загострених при основі до вузьколанцетних, листові пластини 15–30 мм x 3–5 мм, поля зубчасті з 3–5 парами зубів, волосаті й щільно залозисті на обох поверхнях. Чашечка 3–4 мм. Віночок синій з виразно білим горлом, трубки 4–4.5 мм, на 1–1.5 мм довше чашечки. Горішки ≈2 мм, морфологія поверхні не видима.

## Поширення
Ендемік Мексики (східно-центральна Сонора).
Мабуть вид є вузько ендемічним для площі базальту.